# Wakefield (Motorrad)
Wakefield gehörte zu den ersten englischen Motorradmarken. Hersteller war Wakefield Motor & Cycle Works aus London.
Sie entstand in den Jahren 1902–1905. Im Gegensatz zu den meisten anderen Marken jener Zeit war bei den Wakefield-Maschinen der Motor stehend eingebaut.
Die Einbaumotoren stammten von Minerva und Motor Manufacturing Company.